# 善楽寺 (明石市)
善楽寺（ぜんらくじ）は、兵庫県明石市大観町にある天台宗の寺院。明石西国三十三ヶ所観音霊場第一番札所。

## 歴史
善楽寺は、大化（645年 - 650年）年間、法道仙人（ほうどうせんにん）により開基されたといわれている(平尾 1903, 善楽寺)。市内最古の寺院。1945年（昭和20年）7月7日の戦災により本堂などが消失したが、1988年（昭和63年）に復興された。
善楽寺は総称で寺中には、戒光院（かいこういん）・実相院（じっそういん）・円珠院（えんじゅいん）の三坊がある。戒光院には平清盛を供養したという「平清盛五輪塔」がある。円珠院にある枯山水庭園は、宮本武蔵の造園といわれている。また戒光院は源氏物語に登場する明石入道の「浜の館」跡にみなされている。

## 文化財
- 種別1：市指定文化財[3]
- 種別2：建造物
- 名称 ：石造五輪塔「善楽寺の平清盛五輪塔」
- 指定 ：1977年（昭52年） 2月10日

## 所在地
- 兵庫県明石市大観町11-8

## 周辺
- 無量光寺 (明石市)
- 本立寺 (明石市)
- 本誓寺 (明石市)
- 若宮神社 (明石市)
- 伊射奈岐神社 (明石市)
- 国道2号
- 兵庫県道718号明石高砂線
- 明石川
- 明石港

## 交通アクセス
- JR西日本山陽本線明石駅から徒歩約15分